# Vancouver Media
Vancouver Media Sociedad Limitada — іспанська медіагрупа, присутня на телебаченні, заснована у 2016 році Алексом Піною, творцем іспанського телесеріалу «Паперовий будинок», з 2017 року придбана компанією Netflix.

## Історія
Першою постановкою стала «Паперовий будинок», прем'єра якої відбулася 2 травня 2017 року на телеканалі Antena 3 і зібрала понад чотири мільйони глядачів.

## Головні продукти
- «Паперовий будинок»
- «Причал»
- «Білі лінії»
- «Скай Рохо»

## Нагороди та номінації
- У 2018 році була номінована на премію Camille Awards як найкраща продакшн-компанія.[3]